# Kyle Korver
Kyle Elliot Korver (Paramount, 17 de março de 1981) é um ex-jogador de basquete norte-americano que teve sua última passagem pelo Milwaukee Bucks da NBA.
Ele jogou na Universidade de Creighton e foi selecionado pelo New Jersey Nets como a 51° escolha geral no Draft da NBA de 2003. Ele foi trocado para o Philadelphia 76ers logo depois do Draft. Além dos 76ers, ele jogou por Utah Jazz, Chicago Bulls, Atlanta Hawks e Cleveland Cavaliers.
Como um especialista de 3 pontos, ele se tornou All-Star pela primeira vez em 2015 e teve o recorde da NBA de maior porcentagem de bola de três acertadas (com 53.6%).

## Primeiros anos
Korver nasceu em Paramount, Califórnia, e é o mais velho de quatro filhos de Kevin Korver, pastor da Terceira Igreja Reformada em Pella, Iowa, e Laine Korver.
Seus pais jogavam basquete no Central College, em Pella. Seu avô, Harold Korver, também é pastor da Igreja Reformada Emmanuel, em Paramount, Califórnia.
Ele cresceu na área de Los Angeles como um fã do Los Angeles Lakers. Assistir Magic Johnson, Kareem Abdul-Jabbar e o Showtime Lakers instilaram um amor pelo basquete em Korver que o fez querer jogar profissionalmente.
Ele se mudou para Iowa em 1993, quando seu pai aceitou sua atual posição pastoral e se formou na Pella High School. Em 2018, ele e seus três irmãos ainda estavam no top 10 em pontuação e em rebotes na Pella High School.

## Carreira universitária
Como calouro em Creighton, Korver foi nomeado para a Equipe de Novatos da MVC com média de 8,8 pontos, 1.0 assistências e 3.1 rebotes em 18.2 minutos.
Em seu segundo ano, Korver foi selecionado para a Segunda-Equipe da MVC, enquanto liderava o campeão da liga com 14,6 pontos, 2.0 assistências, 5.8 rebotes e 1.8 roubadas de bola em 29.4 minutos e alcançou o recorde de 100 pontos, ficando em 12º no ranking nacional com 45,2% de precisão na linha de 3 pontos. Ele também foi nomeado para a Equipe Ideal do Torneio da MVC.
Em seu terceiro ano, Korver liderou Creighton em pontuação (15.1), em rebote (5.5), em assistências (3.3) e nas roubadas de bola (1.6), ao mesmo tempo em que conquistou o prêmio do Jogador do Ano da MVC. Ele classificou-se em 12º no ranking nacional em porcentagem acerto de lances livres (89,0) e 41º em porcentagem de acerto de três pontos (42,9).
Em seu último ano, Korver se tornou um dos seis jogadores a se repetir como Jogador do Ano da MVC, juntando-se a Larry Bird, Hersey Hawkins, Xavier McDaniel, Lewis Lloyd e Junior Bridgeman. Ele foi selecionado para a Segunda-Equipe All-American pela Associated Press, ESPN.com e USBWA. Em 34 jogos como veterano, ele teve uma média de 17,8 pontos, 6,4 rebotes, 3,1 assistências e 1,5 roubadas de bola em 31,8 minutos por jogo.
Korver terminou sua carreira em Creighton em quarto na história em pontos (1.801), primeiro em cestas de três pontos (371), primeiro em cestas de lance livre (89,1), oitavo em assistências (294), nono em bloqueios (58) e quarto em roubadas de bola (172). Suas 371 cestas de três pontos, é um recorde da MVC e empatou em sexto lugar na história da NCAA.
Korver se formou em comunicação visual. Ele voltou a Creighton em maio de 2019 para fazer a palestra na cerimônia de graduação da universidade. Ele teve seu número 24 aposentado pela universidade.

## Carreira profissional

### Philadelphia 76ers (2003–2007)

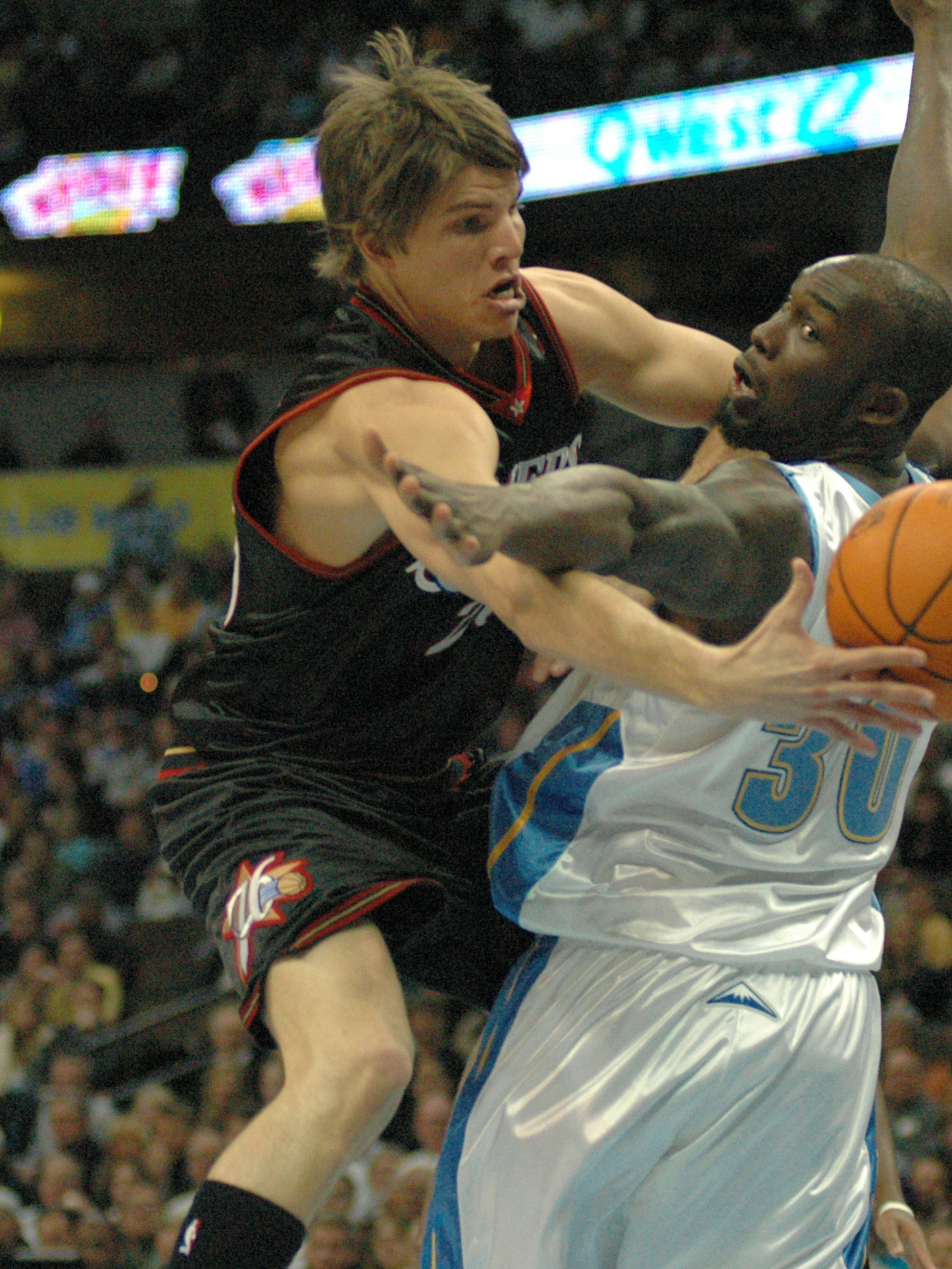
Korver (à esquerda) com os 76ers em janeiro de 2007

Em 26 de junho de 2003, Korver foi selecionado pelo New Jersey Nets com a 51ª escolha geral no Draft da NBA de 2003. Os Nets imediatamente vendeu seus direitos de draft ao Philadelphia 76ers por US $ 125.000. Os US $ 125.000 cobriram os custos da liga de verão do Nets e compraram uma nova copiadora. Como novato na temporada de 2003-04, ele obteve uma média de 4,5 pontos e 1,5 rebotes em 74 jogos.
Na temporada de 2004-05, Korver jogou em 82 jogos (57 como titular) e teve médias de 11,5 pontos, 4,6 rebotes e 2,2 assistências em 32.5 minutos. Ele estabeleceu o recorde dos Sixers de mais cestas de três pontos feitos (226) e tentados (558).
Em 2 de agosto de 2005, Korver assinou novamente com os 76ers um contrato de seis anos e US $ 25 milhões. Em 82 jogos (43 como titular) na temporada de 2005-06, ele obteve uma média de 11,5 pontos, 3,3 rebotes e 2,0 assistências em 31,3 minutos.
Em sua última temporada completa na Filadélfia, em 2006-07, Korver jogou em 74 jogos e teve médias de 14,4 pontos, 1.4 assistências e 3.5 rebotes em 30.9 minutos.
Em 4 temporadas e meia nos 76ers, ele jogou em 337 jogos e registrou 3.527 pontos, 1.092 rebotes, 523 assistências e 270 roubos de bola. Ele terminou em 4º em mais tentativa de cestas de 3 pontos (1.618) e em 3º em mais cestas de 3 pontos (661).

### Utah Jazz (2007–2010)
Em 29 de dezembro de 2007, Korver foi negociado com o Utah Jazz em troca de Gordan Giriček e uma futura escolha do draft da primeira rodada. Em sua primeira temporada completa em Utah, 2008-09, Korver jogou em 78 jogos e teve médias de 9,0 pontos, 3,3 rebotes e 1,8 assistências em 24.0 minutos.
Em 28 de outubro de 2009, Korver foi submetido a uma cirurgia para remover um esporão ósseo no joelho esquerdo. Posteriormente, ele perdeu os 23 primeiros jogos da temporada de 2009-10. Em 52 jogos, ele obteve média de 7,2 pontos, 2,1 rebotes e 1.7 assistências em 18.3 minutos. Seu percentual de arremesso aumentou depois que ele finalmente voltou totalmente saudável após o intervalo para o All-Star, depois de ter lutado com problemas no pulso e no joelho após cirurgias para ambos no ano anterior.
Em 2 temporadas e meia no Jazz, ele jogou em 180 jogos e registrou 1.570 pontos, 468 rebotes, 294 assistências e 95 roubos de bola.

### Chicago Bulls (2010–2012)

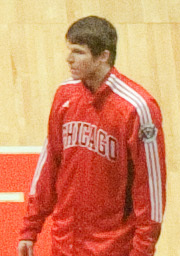
Korver se aquece antes de um jogo dos playoffs de 2011.

Em 13 de julho de 2010, Korver assinou com o Chicago Bulls.
Na temporada de 2010-11, Korver, pela terceira vez em sua carreira, jogou em todos os 82 jogos da temporada regular (todos sendo reserva) e teve médias de 8,3 pontos, 1,8 rebotes e 1,5 assistências em 20,1 minutos. Depois de terminar como a melhor campanha na Conferência Leste com um recorde de 62-20, o Bulls avançaram para as finais da Conferência Leste, onde foram derrotados em cinco jogos pelo Miami Heat.
Korver jogou em 65 jogos (sete como titular) na temporada de 2011–12 com médias de 8,1 pontos, 2,4 rebotes e 1,7 assistências em 22,6 minutos.
Em 2 temporadas nos Bulls, ele jogou em 147 jogos e registrou 1.210 pontos, 309 rebotes, 236 assistências e 71 roubos de bola.

### Atlanta Hawks (2012-2017)

#### Temporada de 2012–13
Em 16 de julho de 2012, Korver foi negociado com o Atlanta Hawks em troca de considerações em dinheiro.
Na temporada de 2012–13, ele jogou em 74 jogos e obteve uma média de 10,9 pontos, 4.0 rebotes e 2.0 assistências em 30,5 minutos. Ele terminou em segundo na NBA em tentativas de cestas de três pontos e em quarto em cestas de três pontos marcados com 189. Ele fez pelo menos uma cesta de três pontos em seus 73 jogos finais da temporada, a maior sequencia ativa da NBA na época, e a quarta maior sequência da história da liga.

#### Temporada de 2013-14
Em 12 de julho de 2013, Korver assinou novamente com os Hawks em um contrato de quatro anos e US $ 24 milhões.
Em 6 de dezembro de 2013, Korver passou o recorde da NBA de mais dos jogos consecutivos com um arremesso de três pontos (90) originalmente definido por Dana Barros (89). A sequência terminou em 127 jogos em 5 de março de 2014.
Korver terminou a temporada de 2013-14 com médias de 12.0 pontos, 4.0 rebotes e 2.9 assistências em 33.9 minutos em 71 jogos.

#### Temporada de 2014-15
Em 15 de dezembro de 2014, Korver ultrapassou Jason Richardson pela 15ª colocação de mais cestas de três pontos na história da NBA. Cinco dias depois, na vitória por 104-97 dos Hawks sobre o Houston Rockets, Korver marcou 22 pontos no jogo e acertou todas as quatro tentativas de lance livre. Isso lhe deu 49 lances livres certos consecutivos na temporada e estabeleceu um novo recorde da franquia. A sequência terminou aos 50 no próximo jogo dos Hawks contra o Dallas Mavericks.
Em 10 de fevereiro de 2015, Korver recebeu sua primeira seleção para o NBA All-Star como reserva para a Conferência Leste no NBA All-Star Game de 2015, substituindo o lesionado Dwyane Wade. Aos 33 anos e 11 meses de idade, ele se tornou o quarto jogador mais antigo a ser selecionado para o All-Star Game pela primeira vez.
Em 11 de março, perdendo para o Denver Nuggets, Korver passou Kobe Bryant no 12º lugar na lista de mais cestas de três pontos na história da NBA.
Quatro dias depois, em uma vitória sobre o Los Angeles Lakers, Korver deixou o jogo com o nariz quebrado depois de receber uma falta de Ed Davis com 8:59 restantes no primeiro tempo. A lesão terminou uma série de 51 jogos consecutivos com uma cesta de três pontos de Korver. Depois de perder três jogos com a lesão, ele voltou à ação em 22 de março contra o San Antonio Spurs com equipamento de proteção no rosto para cobrir o nariz.
Em 29 de abril de 2015, Korver foi nomeado vencedor do Joe Dumars Trophy por vencer o NBA Sportsmanship Award de 2014-15. Durante os playoffs de 2015, Korver sofreu uma entorse no tornozelo direito jogando contra o Cleveland Cavaliers em 22 de maio nas finais da Conferência Leste. No dia seguinte, ele foi descartado pelo resto dos playoffs.

#### Temporada de 2015-16
Em 26 de dezembro, em uma vitória sobre o New York Knicks, Korver acertou uma cesta de três pontos e passou Rashard Lewis pelo 9º lugar na lista de mais cestas de três pontos na história da NBA.
Sua queda no final de dezembro marcou um dos piores trechos de sua carreira. Em quatro jogos entre 23 e 29 de dezembro, Korver acertou 5 de 33 arremessos e um lamentável 2 de 27 arremessos de três pontos. Korver continuou lutando em janeiro, errando todas os seis arremessos em 31 de janeiro contra o Miami Heat, marcando apenas a terceira vez em sua carreira que ele teve 0 de 6 ou pior como titular.
Nessa temporada, ele jogou em 80 jogos e obteve uma média de 9.2 pontos, 3.3 rebotes e 2.1 assistências em 30.0 minutos.

#### Temporada de 2016-17
Em 16 de dezembro de 2016, Korver marcou 19 pontos com seis cestas de três pontos em uma vitória de 125-121 sobre o Toronto Raptors. A vitória deu aos Hawks um recorde de 13-13 após 26 jogos; eles começaram a temporada 9–2. Em 30 de dezembro, ele marcou 22 pontos em 29 minutos vindo do banco, em uma vitória por 105-98 sobre o Detroit Pistons.
Em 7 de janeiro de 2017, Korver foi negociado com o Cleveland Cavaliers em troca de Mike Dunleavy, Mo Williams, considerações em dinheiro e uma seleção de draft da primeira rodada.
Em 5 temporadas nos Hawks, ele jogou em 332 jogos e registrou 3.615 pontos, 1.228 rebotes, 789 assistências e 275 roubos de bola. Ele terminou em 3º em mais tentativa de cestas de 3 pontos (1.811) e em 3º em mais cestas de 3 pontos (818).

### Cleveland Cavaliers (2017–2018)

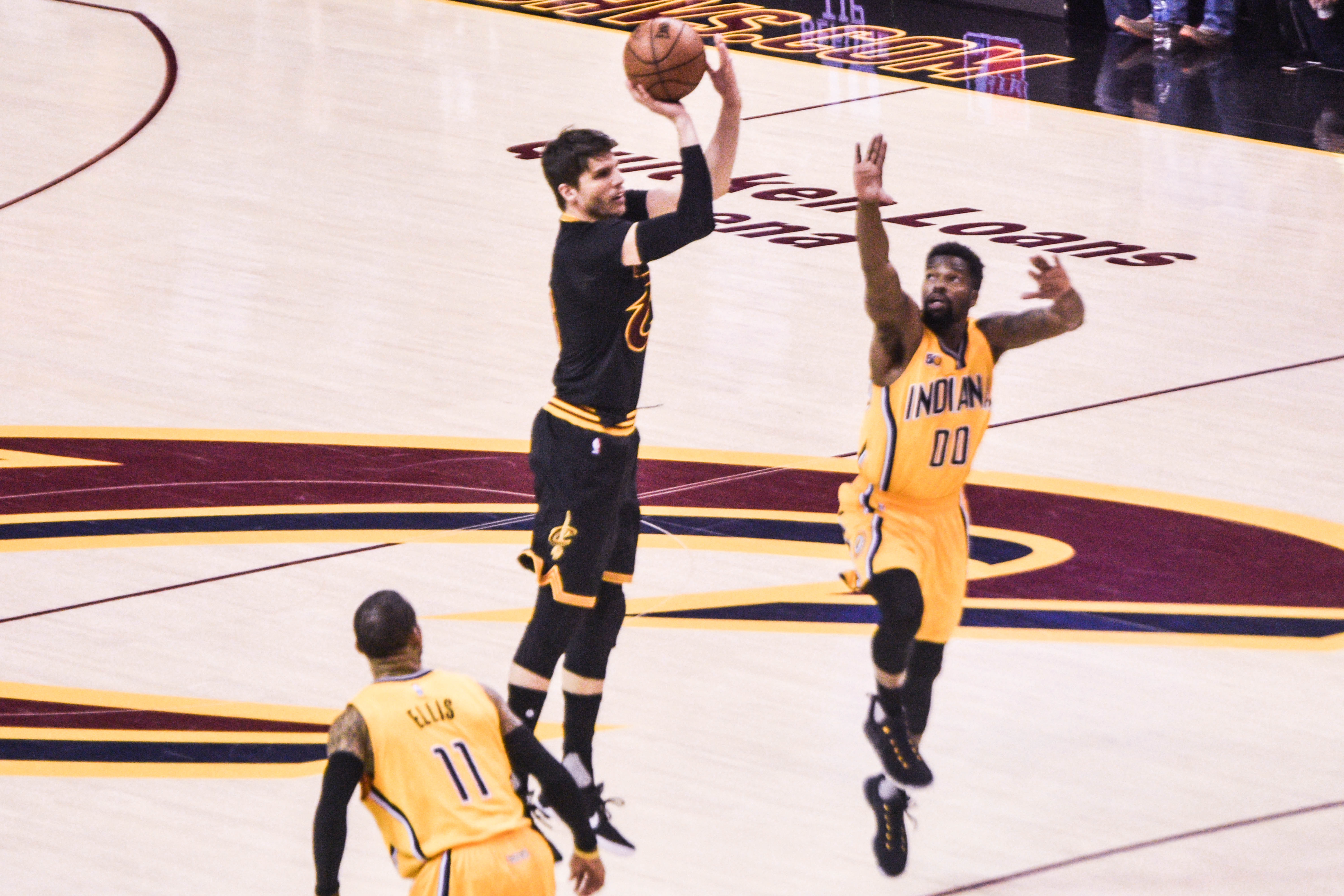
Korver como membro do Cleveland Cavaliers em fevereiro de 2017

Ele estreou nos Cavaliers em 10 de Janeiro, registrando dois pontos e três rebotes em uma derrota por 100-92 para o Utah Jazz. Korver acertou 2-de-10 cestas de três pontos em seus dois primeiros jogos pelos Cavaliers, com os dois jogos resultando em derrotas.
Em 8 de fevereiro, ele marcou 29 pontos, com 8 de 9 acertos da linha de três pontos em uma vitória de 132-117 sobre o Indiana Pacers. Posteriormente, ele passou Jason Kidd (1.988) pelo sétimo lugar na lista de mais cestas de três pontos na história da NBA. Uma semana depois, em 15 de fevereiro, também contra os Pacers, Korver se tornou o sétimo jogador na história da NBA a fazer 2.000 pontos em cestas de três, juntando-se a Ray Allen, Reggie Miller, Jason Terry, Paul Pierce, Vince Carter e Jamal Crawford.
Korver ajudou o Cavaliers a ter uma sequencia de 12-1 nas três primeiras rodadas dos playoffs para chegar às finais da NBA de 2017. Lá eles enfrentaram o Golden State Warriors e foram derrotados em cinco jogos.
Em 12 de julho de 2017, Korver assinou novamente com os Cavaliers. Em 6 de janeiro de 2018, em uma vitória de 131-127 sobre o Orlando Magic, Korver empatou com Paul Pierce pelo quarto lugar na lista de mais três pontos certos da carreira com 2.143. Dois dias depois, ele acertou quatro cestas de três pontos e teve 19 pontos, em uma derrota por 127-99 para o Minnesota Timberwolves, ultrapassando Pierce pelo quarto lugar na lista de todos os tempos da NBA com 2.147.
Em 9 de fevereiro de 2018, ele marcou 30 pontos em uma vitória de 123-107 sobre o Atlanta Hawks. Foi seu primeiro jogo de 30 pontos desde 21 de fevereiro de 2007. Korver fez 794 jogos entre os dois jogos de 30 pontos, marcando o maior alongamento entre jogos de 30 pontos na história da NBA.
Os Cavaliers retornaram às finais da NBA em 2018, onde perdeu por 4-0 para os Warriors.
Em 30 de outubro de 2018, em uma vitória de 136-114 sobre o Atlanta Hawks, Korver alcançou 11.000 pontos na carreira.
Em 3 temporadas nos Cavaliers, ele jogou em 124 jogos e registrou 1.153 pontos, 291 rebotes, 140 assistências e 45 roubos de bola.

### Retorno a Utah (2018–2019)
Em 29 de novembro de 2018, Korver foi negociado com o Utah Jazz em troca de Alec Burks e duas futuras escolhas da segunda rodada do draft. Em 12 de janeiro de 2019, contra o Chicago Bulls, Korver passou Jason Terry (2.282) para ocupar o quarto lugar na lista de mais cestas de três pontos da NBA de todos os tempos.
Em 6 de julho de 2019, o Memphis Grizzlies adquiriu Korver como parte de um pacote na troca de Mike Conley Jr. No dia seguinte, Korver foi negociado com o Phoenix Suns junto com Jevon Carter em troca de Josh Jackson, De'Anthony Melton e uma escolha da segunda rodada do Draft da NBA de 2020. Posteriormente, ele foi dispensado pelos Suns.

### Milwaukee Bucks (2019 – Presente)
Em 25 de julho de 2019, Korver assinou um contrato de um ano com o Milwaukee Bucks.
Em 8 de março de 2020, em um jogo em que Korver viu o aumento de minutos devido a lesões, ele marcou 23 pontos e acertou cinco cestas de três pontos, em uma derrota por 109-95 para o Denver Nuggets.

## Estatísticas

### NBA

#### Temporada regular
| Ano      | Equipe       | PJ    | MPJ  | AP   | 3P    | LL    | RT  | AS  | BR  | TO | PPJ  |
| -------- | ------------ | ----- | ---- | ---- | ----- | ----- | --- | --- | --- | -- | ---- |
| 2003–04  | Philadelphia | 74    | 11.9 | .352 | .391  | .792  | 1.5 | .5  | .3  | .1 | 4.5  |
| 2004–05  | Philadelphia | 82    | 32.5 | .418 | .405  | .854  | 4.6 | 2.2 | 1.3 | .4 | 11.5 |
| 2005–06  | Philadelphia | 82    | 31.3 | .430 | .420  | .849  | 3.3 | 2.0 | .8  | .3 | 11.5 |
| 2006–07  | Philadelphia | 74    | 30.9 | .440 | .430  | .914* | 3.5 | 1.4 | .8  | .3 | 14.4 |
| 2007–08  | Philadelphia | 25    | 26.3 | .396 | .352  | .912  | 2.9 | 1.3 | .8  | .2 | 10.0 |
| 2007–08  | Utah         | 50    | 21.5 | .474 | .388  | .917  | 2.0 | 1.4 | .4  | .5 | 9.8  |
| 2008–09  | Utah         | 78    | 24.0 | .438 | .386  | .882  | 3.3 | 1.8 | .6  | .4 | 9.0  |
| 2009–10  | Utah         | 52    | 18.3 | .493 | .536  | .796  | 2.1 | 1.7 | .5  | .2 | 7.2  |
| 2010–11  | Chicago      | 82    | 20.1 | .434 | .415  | .885  | 1.8 | 1.5 | .4  | .2 | 8.3  |
| 2011–12  | Chicago      | 65    | 22.6 | .432 | .435  | .833  | 2.4 | 1.7 | .6  | .2 | 8.1  |
| 2012–13  | Atlanta      | 74    | 30.5 | .461 | .457  | .859  | 4.0 | 2.0 | .9  | .5 | 10.9 |
| 2013–14  | Atlanta      | 71    | 33.9 | .475 | .472* | .926  | 4.0 | 2.9 | 1.0 | .3 | 12.0 |
| 2014–15  | Atlanta      | 75    | 32.2 | .487 | .492* | .898  | 4.1 | 2.6 | .7  | .6 | 12.1 |
| 2015–16  | Atlanta      | 80    | 30.0 | .434 | .398  | .833  | 3.3 | 2.1 | .8  | .4 | 9.2  |
| 2016–17  | Atlanta      | 32    | 27.9 | .441 | .409  | .889  | 2.8 | 2.3 | .7  | .4 | 9.5  |
| 2016–17  | Cleveland    | 35    | 24.5 | .487 | .485* | .933  | 2.7 | 1.0 | .3  | .2 | 10.7 |
| 2017–18  | Cleveland    | 73    | 21.6 | .459 | .436  | .889  | 2.3 | 1.2 | .4  | .4 | 9.2  |
| 2018–19  | Cleveland    | 16    | 15.7 | .461 | .463  | .813  | 1.8 | 1.1 | .2  | .1 | 6.8  |
| 2018–19  | Utah         | 54    | 20.1 | .408 | .384  | .825  | 2.5 | 1.2 | .4  | .2 | 9.1  |
| Carreira | Carreira     | 1,174 | 25.7 | .443 | .429  | .878  | 3.0 | 1.7 | .7  | .3 | 9.9  |
| All-Star | All-Star     | 1     | 15.6 | .538 | .583  | .000  | 1.0 | 2.0 | .0  | .0 | 21.0 |

#### Playoffs
| Ano      | Equipe       | PJ  | MPJ  | AP   | 3P   | LL    | RT  | AS  | BR  | TO  | PPJ  |
| -------- | ------------ | --- | ---- | ---- | ---- | ----- | --- | --- | --- | --- | ---- |
| 2005     | Philadelphia | 5   | 29.4 | .286 | .292 | 1.000 | 2.6 | 1.6 | .8  | .2  | 5.0  |
| 2008     | Utah         | 12  | 21.6 | .411 | .289 | .920  | 2.2 | .6  | .3  | .7  | 7.8  |
| 2009     | Utah         | 5   | 27.2 | .391 | .462 | .714  | 2.2 | 2.6 | .6  | .2  | 10.6 |
| 2010     | Utah         | 10  | 21.0 | .525 | .478 | .889  | 1.1 | 1.3 | .5  | .0  | 8.3  |
| 2011     | Chicago      | 16  | 17.4 | .388 | .423 | 1.000 | 1.2 | 1.1 | .5  | .2  | 6.6  |
| 2012     | Chicago      | 6   | 15.7 | .409 | .308 | .500  | 1.7 | 1.5 | .5  | .5  | 3.8  |
| 2013     | Atlanta      | 6   | 29.5 | .388 | .353 | .917  | 3.3 | .7  | .3  | .7  | 10.2 |
| 2014     | Atlanta      | 7   | 35.1 | .455 | .426 | .917  | 5.3 | .7  | .6  | .3  | 13.4 |
| 2015     | Atlanta      | 14  | 37.6 | .391 | .355 | .813  | 5.0 | 2.4 | 1.4 | 1.1 | 11.1 |
| 2016     | Atlanta      | 10  | 31.6 | .467 | .444 | 1.000 | 4.8 | 1.0 | .9  | .4  | 10.3 |
| 2017     | Cleveland    | 18  | 18.1 | .425 | .391 | 1.000 | 1.7 | .7  | .4  | .3  | 5.8  |
| 2018     | Cleveland    | 22  | 23.0 | .418 | .413 | .864  | 2.4 | .9  | .4  | .4  | 8.3  |
| 2019     | Utah         | 4   | 7.5  | .375 | .333 | .667  | 1.3 | .0  | .0  | .0  | 2.5  |
| Carreira | Carreira     | 135 | 24.1 | .417 | .391 | .890  | 2.6 | 1.1 | .6  | .4  | 8.1  |

### Universitário
| Ano      | Equipe    | PJ  | MPJ  | AP   | 3P   | LL   | RT  | AS  | BR  | TO | PPJ  |
| -------- | --------- | --- | ---- | ---- | ---- | ---- | --- | --- | --- | -- | ---- |
| 1999–00  | Creighton | 33  | 18.2 | .475 | .434 | .895 | 3.1 | 1.0 | .6  | .2 | 8.8  |
| 2000–01  | Creighton | 32  | 29.4 | .470 | .452 | .867 | 5.8 | 2.0 | 1.8 | .4 | 14.6 |
| 2001–02  | Creighton | 29  | 31.6 | .478 | .429 | .890 | 5.5 | 3.3 | 1.6 | .6 | 15.1 |
| 2002–03  | Creighton | 34  | 31.8 | .468 | .480 | .908 | 6.4 | 3.1 | 1.5 | .7 | 17.8 |
| Carreira | Carreira  | 128 | 27.7 | .472 | .453 | .891 | 5.2 | 2.3 | 1.3 | .5 | 14.1 |

Fonte:

## Vida pessoal
Korver tem três irmãos, Klayton, Kaleb e Kirk (1990–2018), todos os quais jogaram basquete universitário na primeira divisão da NCAA. Klayton jogou na Universidade Drake, Kaleb jogou na Universidade de Creighton e Kirk jogou na Universidade do Missouri.
Sua mãe, Laine, jogou basquete no ensino médio e já marcou 74 pontos em um jogo. O pai de Korver, Kevin, é pastor em Pella, Iowa. O tio de Korver, Kris Korver, é o técnico de basquete do Northwestern College em Orange City, Iowa. Seu primo Kari Korver é uma ex-jogadora de basquete feminino na UCLA.
Korver se casou com Juliet Richardson em 10 de agosto de 2011. Sua filha, Kyra Elyse, nasceu em 5 de dezembro de 2012. Sua esposa deu à luz seu primeiro filho, Knox Elliot, em 4 de outubro de 2014. Seu segundo filho, Koen, nasceu em novembro 7 de 2016.

Korver tem sua própria fundação de caridade, chamada "Fundação Kyle Korver", que contribui para muitas causas filantrópicas. Ele realizou uma ação enquanto estava nos 76ers, onde colecionou e doou casacos para crianças carentes. Korver adicionou uma nova linha de roupas chamada "Seer Outfitters", que é conectada à sua fundação KKF para ajudar as crianças carentes. Em 2013, ele iniciou uma campanha anual de doação de meias em outubro, chamada "Socktober Drive", na qual ele coleciona meias para doar a pessoas sem-teto em Atlanta. Korver também participou do programa de divulgação de basquete sem fronteiras da NBA na África, China, Brasil e Índia.